# Morte di David Dragičević
La morte di David Dragičević è avvenuta tra il 18 e il 24 marzo 2018 a Banja Luka, in Bosnia ed Erzegovina.
Il 18 marzo 2018 la famiglia dello studente David Dragičević ne ha denunciato la scomparsa e dopo poco meno di una settimana, il 24 marzo successivo, la polizia ha individuato il suo cadavere in un torrente e ha chiuso il caso sostenendo che il giovane sarebbe morto accidentalmente. I genitori di Dragičević hanno dato vita ad un movimento di proteste in tutta la Bosnia ed Erzegovina, convincendo le autorità locali a riaprire il caso con l'istituzione di una commissione d'inchiesta da parte delle autorità della Repubblica Serba per analizzare le circostanze della morte del ragazzo. Il rapporto finale della commissione ha sostenuto la presenza di prove più che sufficienti che si sia trattato di un omicidio ma è stato rigettato dall'allora maggioranza dell'Assemblea nazionale della Repubblica Serba.

## I fatti e le indagini
Secondo quanto ricostruito nelle indagini David Dragičević, un 21enne studente universitario di Banja Luka, sarebbe uscito di casa insieme ad alcuni amici intorno alle 19:00 del 18 marzo 2018 senza però tornare a casa, tanto da spingere i genitori a denunciarne la scomparsa dopo circa sei ore senza sue notizie. Il corpo senza vita di Dragičević fu ritrovato nella mattina del 24 marzo alla foce del torrente Crkvena (affluente del Vrbas) con diversi ematomi e ferite. La polizia sostenne che il giovane sarebbe stato coinvolto in una rissa in un bar e che sulla strada di casa, dopo aver effettuato una rapina che si scoprirà poi non esser mai avvenuta, sarebbe caduto da un ponticello nel torrente annegando; la prima autopsia fu svolta dal medico legale Željko Karan che avanzò il dubbio che gli ematomi e le ferite potessero essere successivi alla rissa ma la polizia scelse comunque di archiviare il caso come incidente.
I genitori non concordarono con le conclusioni degli inquirenti: la madre di Dragičević sostenne infatti di aver ricevuto un messaggi dal figlio che le diceva: "Se mi succede qualcosa il responsabile sarà F. Ć.". Le prime proteste spinsero il governo della Repubblica Serba a far effettuare una seconda autopsia ad un patologo di Belgrado che certificò come Dragičević non sarebbe morto nella notte della scomparsa ma sarebbe vissuto almeno per altri due o quattro giorni, avvalorando la tesi che il giovane fosse stato torturato; le autorità tuttavia continuarono a reputare la morte di Dragičević un incidente.
Nel maggio 2018 l'Assemblea nazionale della Repubblica Serba ha istituito una commissione d'inchiesta per far luce sulle circostanze della morte del giovane studente composta da cinque parlamentari, di cui quattro appartenenti all'opposizione. Appena un mese dopo la commissione ha inviato all'Assemblea il proprio rapporto di circa 320 pagine, riscontrando elementi sufficienti per poter riaprire il caso come omicidio, ma la maggioranza del parlamento, composta dall'Alleanza dei Socialdemocratici Indipendenti (SNSD), dall'Alleanza Popolare Democratica (DNS) e dal Partito Socialista (SP), ha rigettato le conclusioni della commissione.

## Le proteste
La morte di David Dragičević e la posizione della polizia al riguardo hanno dato il via a molte proteste nella Bosnia ed Erzegovina ed in special modo a Banja Luka. Dalle proteste è nato il movimento Pravda za Davida (letteralmente Verità/Giustizia per David), guidato da Davor Dragičević, padre di David, e da Muriz Memić, cittadino bosniaco e padre di Dženan Memić, altro giovane morto nel 2016 a Sarajevo durante uno scontro con la polizia locale; le morti dei due giovani sarebbero accomunate dall'archiviazione delle indagini e dal presunto coinvolgimento di membri delle forze dell'ordine o di membri delle istituzioni.
A partire dal giorno del ritrovamento del cadavere del giovane si sono svolte proteste giornaliere a Banja Luka, seguite poi da altre proteste a Sarajevo, Zenica e Tuzla. I manifestanti si sono spesso scontrati con la polizia mentre le autorità governative serbo-bosniache, in particolar modo Milorad Dodik, membro della Presidenza della Bosnia ed Erzegovina, hanno accusato i genitori di Dragičević di ricevere finanziamenti dal Regno Unito ed altri paesi occidentali per destabilizzare il paese.
Nel 2021 la Corte costituzionale della Bosnia ed Erzegovina ha accolto un ricorso presentato da Davor Dragičević riconoscendo le numerose falle nelle varie fasi di indagine sulla morte di David.